# アン・ティクナー
アン・テクナー（J. Ann Tickner, 1937年 - ）は、アメリカ合衆国の国際政治学者、南カリフォルニア大学教授。
ロンドン大学卒業後、イェール大学大学院、ブランダイス大学大学院で学ぶ。
フェミニズムと反帝国主義の視点から、安全保障概念の再検討を行っている。

## 著書
- Self-Reliance versus Power Politics: the American and Indian Experiences in Building Nation States, (Columbia University Press, 1987).
- Gender in International Relations: Feminist Perspectives on Achieving Global Security, (Columbia University Press, 1992).

進藤久美子・進藤榮一訳『国際関係論とジェンダー――安全保障のフェミニズムの見方』（岩波書店, 2005年）
- Gendering World Politics: Issues and Approaches in the Post-Cold War Era, (Columbia University Press, 2001).